# 卡西塔斯斯普林斯 (加利福尼亞州)
卡西塔斯斯普林斯（英語：Casitas Springs）是位於美國加利福尼亞州文圖拉縣的一個非建制地區。該地的面積和人口皆未知。

## 地理
卡西塔斯斯普林斯的座標為34°22′17″N 119°18′23″W / 34.37139°N 119.30639°W，而該地的平均海拔高度為88米（即289英尺）。